# Diagonal Mar (centro comercial)
Diagonal Mar es un centro comercial ubicado en el distrito barcelonés de San Martín (España) inaugurado el 20 de noviembre de 2001. El centro dispone de 100 500 m² construidos (87 000 m² destinados al comercio y ocio) y 240 tiendas repartidas en 3 niveles y un aparcamiento subterráneo con capacidad para 5000 vehículos.

## Accesos y transporte
Los accesos y transportes para acceder al centro comercial son los siguientes:

### Metro de Barcelona
- Línea 4: Estación de El Maresme-Fòrum

### Tram
- : Línea T4 del Trambesòs. El Maresme-Fòrum
- : Línea T5 del Trambesòs. Parada Alfons el Magnànim.

### Autobús urbano
- Líneas diurnas:
  - 7 H16 H14 B20 B23 V29 V31

- Líneas nocturnas
  -  N6   N7  N8  N28

### Bicing
- Av. Diagonal, 26
- Taulat, 293
- Rbla. Prim, 1-9

### Vehículo
- Ronda del Litoral (B-10) salida 24.
- Gran Vía de las Cortes Catalanas (dirección salida Barcelona): salida Selva de Mar
- Gran Vía de las Cortes Catalanas (dirección entrada Barcelona): salida Rambla Prim
- Avinguda Diagonal